# 제간
제간(영어: Jegan, 일본어: ジェガン)은 《건담 시리즈》에 등장하는 모빌 슈트(MS)로 분류되는 가공의 유인 조종식 인간형 로봇 병기이다. 1988년에 개봉된 극장판 애니메이션 《기동전사 건담 역습의 샤아》에서 처음으로 등장했다.
작품 내에서 군사 세력 중 하나인 지구연방군의 주력 양산기로 이전 작품에 등장하는 짐 및 짐 계열기의 발전형이다. 《기동전사 건담 역습의 샤아》 작품 내에서는 배치가 시작된지 얼마 안된 신형기이며, 주인공인 아무로 레이가 소속된 론도 벨 부대의 주력기로 운용된다. 작품 내에서는 짐과 마찬가지로 당하고 터지는 역할이지만, 주요 인물 중 한 명인 하사웨이 노아가 탑승하여 활약하는 장면도 있다.

## 같이 보기
- 짐